# Clarence LaVaughn Franklin
Clarence LaVaughn Franklin (né Clarence LaVaughn Walker le 22 janvier 1915 et mort le 27 juillet 1984) est un pasteur chrétien baptiste afro-américain et militant des droits civiques. Connu comme l'homme à la « voix à un million de dollars », Franklin a été le pasteur de l’Église baptiste Nouvelle Béthel à Détroit de 1946 jusqu'à sa retraite en 1979. Franklin est aussi le père de la chanteuse et compositrice américaine Aretha Franklin.

## Biographie
Né Clarence LaVaughn Walker dans le comté de Sunflower au Mississippi, de parents métayers, Willie et Rachel (née Pittman) Walker, C. L. Franklin raconte que la seule chose que son père a faite pour lui est de lui apprendre à saluer quand il revint de l'armée après la Première Guerre mondiale en 1919. Willie Walker quitte la famille quand Clarence a quatre ans. L'année suivante, Rachel a épousé Henry Franklin, dont le nom de famille devient celui des enfants.

### Ministère
À l'âge de 16 ans, il devient prédicateur, d'abord itinérant sur le « circuit noir », avant de s'installer à l'église baptiste de New Salem à Memphis, dans le Tennessee, où il reste jusqu'en mai 1944. Puis il déménage à Buffalo, New York et prend la chaire de l'église baptiste de l'Amitié qu'il sert jusqu'en juin 1946, puis devient pasteur de l’Église baptiste Nouvelle Béthel à Détroit.
Vers la fin des années 1940 et 1950, sa renommée grandit. Il prêche dans tout le pays, tout en maintenant sa chaire à New Béthel. Connu comme l'homme à la « voix à un million de dollars », Franklin a beaucoup enregistré de ses sermons (et ce jusque dans les années 1970, beaucoup d'entre eux sont édités sous le label Joe Von Battle's JVB), et les a diffusés la radio le dimanche. Il a monnayé ses apparitions en public jusqu'à 4 000 $ par évènement, ce qui était une somme importante à l'époque.
Parmi ses sermons les plus célèbres, on peut compter The Eagle Stirreth Her Nest (L'aigle agite son nid) et Dry Bones in the Valley (Os secs dans la vallée). En 2011, The Eagle Stirreth Her Nest a été ajouté au registre national d'enregistrement de la Bibliothèque du Congrès. Les sermons sélectionnés sont publiés dans un volume édité par la University of Illinois Press. Franklin était connu pour sa voix et il encourage sa fille Aretha Franklin dans sa carrière musicale. Dans les années 1950, elle l'accompagne dans des tournées et des engagements musicaux et forme un groupe a cappella avec Anthony Alexander Chamblee, son cousin germain. Ils ont fait un seul album avant qu'il n'accepte une place de pasteur.[réf. nécessaire]
Dans les années 1950 et 1960, il s'est impliqué dans le mouvement des droits civiques et s'est employé à mettre un terme aux pratiques discriminatoires à l'encontre des membres noirs de United Auto Workers à Détroit. Franklin est un ami et partisan de Martin Luther King, Jr Il a aidé à mener le Dr King dans sa Marche de la Liberté dans Avenue Woodward à Détroit en juin 1963.

### Vie privée
Le 16 octobre 1934, Franklin épouse sa première femme, Alene Gaines. Bien que ce mariage ait pris fin au début de 1936, le formulaire de divorce n'est pas validé. Le 3 juin 1936, il épouse Barbara Siggers, avec qui il a quatre enfants : Erma (1938-2002), Cecil (1940-1989), Aretha (1942-2018), et Carolyn (1944-1988).
Barbara avait un fils d'une relation précédente, Vaughn (1934-2002), que Franklin a adopté peu de temps après le mariage. Vaughn n'a appris que C. L. Franklin n'était pas son père qu'en 1951. En 1940, en outre, Franklin devient père d'une fille, Carl Ellan Kelley (née Jennings), de Mildred Jennings, une fillette de 12 ans de la congrégation de l'église baptiste de New Salem — elle a donné naissance à Carl Ellan quelques jours après son treizième anniversaire. En 1948, C. L. et Barbara se séparent pour la dernière fois, Barbara déménageant avec Vaughn à Buffalo, New York, et laissant Franklin avec leurs quatre autres enfants. Le couple n'a jamais divorcé. Barbara fait régulièrement des voyages à Détroit pour rendre visite à ses enfants et les enfants se rendent à New York pour lui rendre visite pendant les vacances d'été. Barbara meurt d'une crise cardiaque en 1952, à l'âge de 34 ans. Son mari n'a pas assisté à son enterrement.

### Fin de vie
Peu après minuit le dimanche 10 juin 1979, Franklin est abattu de deux balles à bout portant, dans ce que l'on croyait être une tentative de vol à son domicile à Détroit, West Side. Emmené à l'Hôpital Henry Ford à proximité de West Grand Boulevard, il reste dans le coma les cinq années suivantes.
Les enfants Franklin l'ont ramené chez lui six mois après la fusillade ; il a reçu des soins infirmiers 24 heures sur 24 et y est resté jusqu'au milieu de 1984. Il est décédé le 27 juillet 1984, à l'âge de 69 ans, au New Light Nursing Home à Détroit. Franklin a été enterré, à Détroit, au Cimetière Woodlawn Nord de l'Avenue Woodward. Le Révérend Jasper Williams Jr, son ami de la Salem Bible Church of Atlanta, en Géorgie, prononce l'éloge.

## Dans la culture populaire
Il est incarné par Forest Whitaker dans le film biographique sur Aretha Franklin, Respect (2021) de Liesl Tommy.